# Mindovg
Mindovg (1200. – 1263.) jedini kralj srednjovjekovne Litve, te prvi poznati litvanski vladar. 
Iako je njegov rani život nepoznat, zna se da je 1236. godine postao vrhovnim vladarom Litvanaca, te se okrunio 1253. kao kralj. Litvanski povjesničar, Edvardas Gudavičius navodi 6. srpnja 1253. kao točan datum njegove krunidbe, što se prihvaća kao dan državnosti u Litvi.

## Životopis
Tijekom 11. stoljeća litvansko područje je bilo dijelom zemalja koje su plaćale danak Kijevskoj Rusi, ali su već u 12. stoljeću Litvanci pustošili susjedna područja. Početkom 13. stoljeća njemački redovi, Teutonski viteški red i Livonijska braća mača, su osvojili područja današnje Estonije, Latvije i Litve. To je izazvalo ujedinjenje litvanskih plemena pod vodstvom Mindaugasa (Myndowe) koji je porazio Nijemce kod grada Šiauilaija 1236. god.
God. 1250. Mindaugas je potpisao sporazum s Teutonskim redom, te je i kršten sljedeće godine u prisustvu chełmskog biskupa. Dana 6. srpnja 1253. god., Mindaugas je okrunjen za kralja Litve, čime je službeno Litvansko kraljevstvo prešlo na kršćanstvo. Mindaugasa je naposljetku ubio njegov nećak Treniota što je izazvalo opće nezadovoljstvo i povratak Litvanaca poganskim vjerovanjima. God. 1241., 1259. i 1275. kraljevstvo su opustošili Mongoli iz klana Zlatne Horde.
Mindaugasa je prema nekim navodima okrunjen u Navagrudskoj tvrđavi u gradu Navagrudak (današnja Bjelorusija).

## Vanjske poveznice
- E.Gudavičius: Lietuva neturi monarchijos tradicijų (delfi.lt)
- Миндовг (vklby.com)